# Walter Heerdt
Pour les articles homonymes, voir Heerdt.
 (août 2019).
Si vous disposez d'ouvrages ou d'articles de référence ou si vous connaissez des sites web de qualité traitant du thème abordé ici, merci de compléter l'article en donnant les références utiles à sa vérifiabilité et en les liant à la section « Notes et références ».
Carl Balthasar Walter Heerdt, né le 9 mars 1888 à Francfort et mort le 2 février 1957 dans la même ville, est un chimiste allemand. Il est considéré comme l'inventeur du Zyklon B.